# Julia Creek
Julia Creek est une ville du comté de McKinlay dans l'état du Queensland en Australie.
Sa population était de 511 habitants en 2016.